# Użytkowanie górnicze
Użytkowanie górnicze - prawo podmiotowe uprawniające do korzystania z przestrzeni w górotworze. Może być ustanowione przez Skarb Państwa, któremu przysługuje na zasadzie wyłączności własność górnicza, tj. własność złóż kopalin strategicznych, wód leczniczych, wód termalnych, solanek, a także własność części górotworu leżących poza granicami nieruchomości gruntowych. Teoretycznie można dopuścić ustanowienie użytkowania górniczego także do przestrzeni w nieruchomości gruntowej, np. do złoża piasku.
W doktrynie nie rozstrzygnięto sporu, czy użytkowanie górnicze jest prawem rzeczowym.
Treść użytkowania górniczego normują przepisy Prawa geologicznego i górniczego oraz umowa zawarta pomiędzy stronami. W części nieunormowanej przepisami, do użytkowania górniczego mają zastosowanie przepisy kodeksu cywilnego o dzierżawie.
Ustanawiane jest w celu uprawnienia przedsiębiorcy górniczego do eksploatacji złóż kopalin.